# The Goode Family
The Goode Family ist eine US-amerikanische Zeichentrickserie, die im Jahre 2009 produziert und auf ABC ausgestrahlt wurde. Zu einer deutschen Veröffentlichung kam es bisher nicht. In der Serie geht es um eine Familie, die sich möglichst linksliberal und umweltfreundlich verhalten möchte, und die mit diesem absoluten Lebensstil einhergehenden Schwierigkeiten. Die Serie wurde von Mike Judge, John Altschuler und Dave Krinsky entwickelt, die zuvor 13 Jahre lang an King of the Hill, einer Satire einer konservativen Familie, gearbeitet hatten.

## Charaktere
- Gerald Goode (Mike Judge) – Der Vater der Familie ist oft mit dem Fahrrad unterwegs, sein Markenzeichen ist das Tragen von Fahrradkleidung. Er ist Administrator an einem College.
- Helen Goode (Nancy Carell) – Die elektrakomplexe Ehefrau von Gerald Goode bemüht sich darum, die Ehefrau von Geralds Chef zu beeindrucken.
- Ubuntu Goode (David Herman) – Der 16-Jährige wurde von Gerald und Helen aus Südafrika adoptiert. Nachdem seine Eltern die Formulare falsch ausgefüllt hatten, endeten sie mit einem weißen Kind anstatt dem erwünschten schwarzen. Ubuntu ist Mitglied bei seinem High School Football-Team.
- Bliss Goode (Linda Cardellini) – Die leibliche Tochter der Familie widerspricht ihren Eltern oft und stellt sich auch gegen ihre politischen Meinungen.
- Che (Dee Bradley Baker) – Der nach dem Guerillaführer Che Guevara benannte Hund wird mit veganem Essen gefüttert. Daher hat er die Angewohnheit, die Haustiere der Nachbarn zu fressen.